# Kai Huisman
Kai Huisman (Ede, 27 maart 1995) is een Nederlands voetballer die doorgaans als aanvaller speelt.

## Carrière
Kai Huisman maakte zijn debuut in het betaalde voetbal voor FC Emmen op 19 augustus 2016, in de met 1-0 verloren uitwedstrijd tegen Jong PSV. Hij kwam na 77 minuten in het veld voor Frank Olijve. In 2017 liep zijn contract af. In september van dat jaar ondertekende Huisman na een stage een eenjarig contract met een optie op nog een seizoen bij Heracles Almelo waar hij bij het beloftenteam aansloot. Hij speelde één wedstrijd in de Eredivisie voor Heracles, een invalbeurt van twee minuten tegen VVV-Venlo. In de zomer van 2018 liep zijn contract af, en was hij een jaar clubloos tot hij in 2019 bij VV DOVO aansloot. Medio 2021 ging hij naar GVVV. Medio 2022 gaat Huisman naar VV Bennekom.

### Carrièrestatistieken
| Seizoen                       | Club            | Land           | Competitie         | Competitie | Competitie | Beker | Beker | Overig | Overig | Totaal | Totaal |
| Seizoen                       | Club            | Land           | Competitie         | Wed.       | Dlp.       | Wed.  | Dlp.  | Wed.   | Dlp.   | Wed.   | Dlp.   |
| ----------------------------- | --------------- | -------------- | ------------------ | ---------- | ---------- | ----- | ----- | ------ | ------ | ------ | ------ |
| 2016/17                       | FC Emmen        | Nederland      | Eerste divisie     | 18         | 1          | 1     | 0     | 4      | 1      | 23     | 2      |
| 2017/18                       | Heracles Almelo | Nederland      | Eredivisie         | 1          | 0          | 0     | 0     | –      | –      | 1      | 0      |
| 2019/20                       | VV DOVO         | Nederland      | Derde divisie Zat. | 7          | 1          | 0     | 0     | –      | –      | 7      | 1      |
| Carrièretotaal                | Carrièretotaal  | Carrièretotaal | Carrièretotaal     | 26         | 2          | 1     | 0     | 4      | 1      | 31     | 3      |
| Bijgewerkt op 2 december 2019 |                 |                |                    |            |            |       |       |        |        |        |        |